# Vincenz Pieper
Vincenz Pieper (* 16. Juli 1903 in Münster; † 13. Januar 1983 ebenda) war ein deutscher Maler und Kunsterzieher. Seit 1955 Professor für Freies Zeichnen und Malen an der Technischen Universität Berlin gestaltete er nach dem Zweiten Weltkrieg zahlreiche Kirchenfenster im Rheinland, Westfalen und dem Sauerland.

## Leben
Pieper wurde als Sohn eines Landesversicherungsbeamten in einer kinderreichen Familie in Meschede groß. Hier begann er nach Abschluss der Schule mit der dreijährigen Ausbildung zum Maler und erhielt anschließend erste Aufträge im Bereich der Kirchenkunst. Zudem war er als Kulissenmaler für den damaligen katholischen Gesellenverein (heute Kolping) tätig.
Er machte das Abitur auf dem Gymnasium Laurentianum Arnsberg, studierte anschließend von 1923 bis 1925 Malerei an der Knirrschule und der Kunstgewerbeschule in München unter Richard Riemerschmid. Studienaufenthalte in Paris und Berlin brachten neue Eindrücke, bevor er 1929 bis 1933 an die Kunstschule in Maria Laach der sogenannte Beuroner Schule ging. Ab 1935 wurde er Privatschüler von Professor Hugo Troendle in München, bevor er freischaffend tätig wurde. Ein erstes Atelier hatte er dabei in Münster. Von Juli 1941 bis Februar 1943 war er Soldat im Zweiten Weltkrieg. Nach dem Krieg bekam er am 1. Oktober 1947 an der Werkkunstschule in Münster den Lehrauftrag und die Leitung der Abteilung für ornamentale und figürliche Gestaltung. Erstmals wurden hier von ihm die Techniken im Mosaik, in der Glasmalerei und der Wandmalerei gelehrt.
Am 1. März 1955 wurde er an die Technische Universität Berlin als Inhaber des Lehrstuhls „Freies Zeichnen und Malen“ an der Fakultät für Architektur berufen, den er bis zu seiner Emeritierung am 1. Oktober 1969 innehatte. Der Aachener Architekturprofessor und Bauforscher Jan Pieper ist sein Sohn.

## Ehrungen
- 1969: Verdienstkreuz 1. Klasse der Bundesrepublik Deutschland

## Werke
- 1951: Köln – Wettbewerb Kölner Dom, Nordfenster, erster Preis, nicht ausgeführt
- 1952: Münster – Rheinischer Hof, Fenster
- 1953: Meschede – Kirche Mariä Himmelfahrt, alle Fenster
- 1953: Münster – Handwerkskammer Münster, Fenstergestaltung, Treppenhaus
- 1954: Münster – Borromäum, Fenster Tagesraum und Direktorenzimmer
- 1955: Bottrop – Kirche St. Elisabeth, Fenster
- 1955/1957: Minden – Dom, Chorfenster, Fenster im Querhaus, mehrere Fenster im Hauptschiff
- 1958: Münster-Angelmodde – Kirche St. Agatha, Fenster des Schiffs
- 1961: Münster – St. Ludgeri, Kirchenfenster, Chor (1960/61) und Kirchenschiff (1970/71)
- 1962: Berlin – Mosaik im Vorraum des Auditorium maximum der Technischen Universität
- 1963: Halle (Westf.) – Evangelische Pfarrkirche, Fenstergestaltung
- 1964: Hamm Nord – Kirche Maria Königin, Gestaltung der Fenster
- 1964: Beckum – Mosaik im Eingang des Krankenhauses St. Elisabeth
- 1964: Köln – Dom, Westfenster, ausgeführt
- 1964: Münster – Marianum, Kapellenfenster
- 1965: Hardehausen – Bischöfliches Bildungswerk (Paderborn), Dickglasfenster in der Kirche
- 1965: Gescher – Kapelle Pflegehaus „Haus Hall“, Chorfenster
- 1966: Köln – St. Andreas-Kirche, Chorfenster
- 1966: Bocholt Lowick – Fenster in der St. Bernhard-Kirche
- 1966: Münster – Marienschule, Fenster der Aula
- 1966: Münster – Zahnklinik, Mosaik in der Eingangshalle
- 1968: Münster – St. Theresienkirche, alle Fenster
- 1968: Münster – Servatikirche, Fenster des Schiffs
- 1968: Clarholz – Pfarrkirche, Kirchenfenster
- 1968: Wesel – Willibrordi-Dom, Westfenster in der Turmhalle, Ausführung Hein Derix, Kevelaer
- 1970: Bottrop – St. Piuskirche, Fenster
- 1971: Münster – St. Marien-Kirche, Fenster des Schiffs
- 1974: Emsdetten – St. Josefs-Kirche, Kirchenfenster in Dickglas
- 1977: Hiltrup – Kapelle der Herz-Jesu-Missionare, Fenstergestaltung
- 1977: Duisburg – Kapelle des Karmels Mutter vom guten Rat, Kirchenfenster
- 1977: Mönchengladbach-Rheydt – Kirche St. Marien, Fenstergestaltung
- 1978: Coesfeld – Kirche St. Maria Frieden, Kreuzweg in Mosaik
- 1979: Köln-Niehl – St. Katharinenkirche, Fenstergestaltung